# سانت (سلنگه)
شهرستان سانت (به زبان مغولی: Сант сум، [Sant sum]؛ ᠰᠠᠩᠲᠤ ᠰᠤᠮᠤ، [saŋtu sumu]) یک شهرستان (سُوم) در مغولستان است که در استان سلنگه واقع شده‌است. سانت ۱٬۳۸۷٫۰۶ کیلومتر مربع مساحت دارد.

## تقسیمات اداری
شهرستان سانت متشکل از ۷ قصبه (باغ) می‌باشد، شامل:
- اولان‌اوبو (مغولی: Улаан-Овоо баг، [Ulaan-Ovoo bag]؛ ᠤᠯᠠᠭᠠᠨ ᠣᠪᠤᠭ᠎ᠠ ᠪᠠᠭ، [ulaɣan obuɣ-a baɣ])
- ایبِن (مغولی: Ивэн баг، [Iven bag]؛ ᠢᠪᠡᠩ ᠪᠠᠭ، [ibeŋ baɣ])
- جالا (مغولی: Залаа баг، [Zalaa bag]؛ ᠵᠠᠯᠠᠭ᠎ᠠ ᠪᠠᠭ، [jalaɣ-a baɣ])
- چاخیورت (مغولی: Цахиурт баг، [Caxiurt bag]؛ ᠴᠠᠬᠢᠭᠤᠷᠲᠤ ᠪᠠᠭ، [čaqiɣurtu baɣ])
- چاریغ (مغولی: Цариг баг، [Carig bag]؛ ᠴᠠᠷᠢᠭ ᠪᠠᠭ، [čariɣ baɣ])
- خوشات (مغولی: Хушаат баг، [Xušaatbag]؛ ᠬᠠᠰᠢᠶ᠋ᠠᠲᠤ ᠪᠠᠭ، [qušiyatu baɣ])
- مایخان (مغولی: Майхан баг، [Majxan bag]؛ ᠮᠠᠶᠢᠬᠠᠨ ᠪᠠᠭ، [mayiqan baɣ])